# TikTok Szandi
1. Átirányítás Szentkirályi Alexandra